# 黃文迪
黃文迪（1977年11月16日—），畢業於中華基督教會基新中學，香港男模特兒，前無綫電視（TVB）基本藝人合約男藝員。参加2008年香港先生，後離開並考獲營養師資格，同時轉型當健身教練。曾於2015年至2019年重返無綫電視。

## 家庭
2011年11月24日，黃文迪與2006年香港小姐呂慧儀結婚。2014年，妻子呂慧儀誕下兒子。2019年3月8日，二人共同聲明表示已於2018年離婚，並會共同撫養兒子。
2019年7月與無綫結束合約。

## 演出作品

### 電視劇（無綫電視）
| 首播   | 劇名               | 角色         |
| 2010年 | 飛女正傳           | 富豪公子     |
| 2010年 | 誘情轉駁           | 男子         |
| 2016年 | 完美叛侶           | 工人領袖     |
| 2016年 | 愛·回家之八時入席  | 羅四維       |
| 2016年 | 城寨英雄           | 電           |
| 2016年 | 幕後玩家           | 公子         |
| 2017年 | 與諜同謀           | 宅男         |
| 2017年 | 同盟               | 陳偉迪       |
| 2017年 | 雜警奇兵           | 演員         |
| 2017年 | 誇世代             | 醫生(第25集) |
| 2017年 | 溏心風暴3          | 酒會賓客     |
| 2018年 | 三個女人一個「因」 | 阮學哲       |
| 2018年 | 果欄中的江湖大嫂   | 張慶堯       |
| 2018年 | 棟仁的時光         | Queen老公    |
| 2019年 | 婚姻合伙人         | 評述         |

### 電視劇（邵氏兄弟）
| 首播   | 劇名             | 角色 |
| 2018年 | 飛虎之潛行極戰   | Yo佬 |
| 2018年 | 守護神之保險調查 | 叉燒 |

### 電視節目（無綫電視）
| 年份   | 節目   | 性質／備註       |
| 2009年 | 大咕窿 | 嘉賓主持         |
| 2014年 | 兄弟幫 | 嘉賓（第1067集） |

### 電影
| 年份   | 片名               | 角色     |
| 2009年 | LAUGHING GOR之變節 | 一哥手下 |

## 外部連結
- 黃文迪官方網誌 （页面存档备份，存于）
- 2008香港先生Dickson黃文迪個人網站